# Estandarte de la princesa de Asturias

Estandarte de la princesa de Asturias.

Bandera del Principado de Asturias, de cuyo color principal toma el color el estandarte aunque con una tonalidad diferente.

El estandarte de la princesa de Asturias es la enseña personal de la heredera de la Corona española.
El estandarte y el guion aparecen regulados en el Real Decreto 979/2015, que modifica el Título II del Real Decreto 1511/1977, Reglamento de Banderas y Estandartes, Guiones, Insignias y Distintivos.
El estandarte consiste en un paño azul, color de la bandera del Principado de Asturias, aunque el código del color es más claro y semejante al celeste. Sin embargo en la propia imagen del texto consolidado del Reglamento de banderas, y en la práctica, se ha mantenido un tono semejante al de la bandera asturiana. Esta enseña es forma cuadrada, sobre el que aparece bordado en su parte central y por ambas caras el escudo de armas de la princesa de Asturias. El tamaño de los lados del estandarte y su material son los mismos que los empleados en el estandarte del monarca español.
Excepto en la tonalidad del paño y el diseño oficial del escudo, el estandarte actual es idéntico al que utilizó como heredero por el futuro Felipe VI entre 2001 y 2014.
El estandarte puede tener cinco tamaños usados en función del lugar, la climatología o si está izado durante el transcurso de un acto considerado "de diario" o una ceremonia de gala:
El tamaño de los lados del estandarte puede ser de:
- 1600 milímetros.
- 1200 milímetros.
- 1000 milímetros.
- 800 milímetros.
- 400 milímetros.

## El guion

Guion de la princesa de Asturias.

El guion es idéntico al estandarte, diferenciándose de este en que incorpora un fleco y un cordoncillo de oro anudado en el mástil. El guion es portado por un oficial del ejército, está elaborado en tafetán de seda y cada uno de sus lados tiene una longitud de 800 milímetros.

Estandarte vigente entre 2001 y 2014
Guion vigente entre 2001 y 2014